# Eleição municipal de Embu das Artes em 2016
A eleição municipal de Embu das Artes de 2016 foi realizada em 02 de outubro de 2016, para eleger um prefeito, um vice-prefeito e 15 vereadores, no município de Embu das Artes, no Estado de São Paulo, no Brasil. O prefeito eleito foi Ney Santos do PRB, com 79,45% dos votos validos, sendo vitorioso no primeiro turno, em disputa com seis adversários. Dr. Pedro Valdir (PSD), Juninho (PSOL), Dr. Almir (PEN), Nivaldo Orlandi (PDT), Toninho Sarapião (PMN) e Geraldo Cruz (PT). O vice-prefeito  eleito, na chapa de Ney Santos foi Dr. Peter, do PMDB.
O pleito em Embu das Artes foi parte das eleições municipais nas unidades federativas do Brasil. Embu foi um dos 106 municípios vencidos pelo PRB; no Brasil, há 5.570 cidades.
A disputa para as 15 vagas na Câmara Municipal de Embu envolveu a participação de 401 candidatos. O candidato mais bem votado foi Rosangela Santos, do PT, com 3.356 votos (2,63% do total de votos.)

## Antecedentes
O candidato a prefeitura pelo PRB, Ney Santos, havia sido eleito, em Embu das Artes,  vereador nas eleições municipais de 2012, naquele ano, pelo PSC. Sendo o candidato a vereador mais votado, com 8.026 votos (que correspondeu a 6,07% dos votos validos).
O principal concorrente de Ney Santos, era o então Deputado Estadual Geraldo Cruz, do PT, já havia sido prefeito de Embu entre 2001 e 2009 e era o escolhido do partido para suceder o então prefeito, Chico Brito.
O Deputado Estadual Geraldo Cruz, teve seu diploma cassado, antes das eleições, por juízes do TRE-SP, por uso indevido de meios de comunicação social, ficando inelegível, seus votos não foram validados.

## Eleitorado
Na eleição de 2016, estiveram aptos a votar 168.051 pessoas(um aumento de 14,32% em relação as eleições presidenciais de 2014), de um total de 204.007 habitantes.

## Candidatos
Foram 7 candidatos à prefeitura em 2016: Ney Santos do (PRB); Dr. Pedro Valdir (PSD); Juninho (PSOL); Dr. Almir (PEN); Nivaldo Orlandi (PDT); Toninho Sarapião (PMN) e Geraldo Cruz (PT).
|  | Candidato(a)     | Vice                 | Partido | Coligação |
|  | ---------------- | -------------------- | ------- | --- |
|  | Ney Santos       | Dr. Peter            | PRB     | "Embu das Artes, Esperança Renovada" (PMDB / PTN / PSC / PR / DEM / PMB / PTC / PSB / PV / PRP / PSDB / PT do B / PRB / PP) |
|  | Dr. Pedro Valdir | Janio Costa          | PSD     | "MUDANÇA DE VERDADE POR UMA NOVA CIDADE" (PSD / PPL / PHS / PSL / PSDC)                                                     |
|  | Juninho          | Gaiga                | PSOL    | " SONHO PODE GOVERNAR" (PSOL / PSTU)                                                                                        |
|  | Dr. Almir        | Dr. Osmar            | PEN     | "PEN" |
|  | Nivaldo Orlandi  | David Orlandi        | PDT     | "PDT" |
|  | Toninho Serapião | Grazielle Henriqueze | PMN     | "PMN" |
|  | Geraldo Cruz     | Sargento Ruas        | PT      | "PARA O BEM DE EMBU DAS ARTES" (PT / PTB / PPS / PC do B / SD / PROS)                                                       |

## Pesquisas
Em pesquisa do SEBRAM PESQUISAS, registrada em 02 de agosto de 2016. Ney Santos apareceu com 46% das intenções de votos. Geraldo Cruz(PT), Juninho(PSOL) e Pedro Valdir(PSD), apareceram com 23,40%; 5,60% e 5,00% respectivamente. Os que não souberam responder, junto com os brancos e nulos somaram 19,20%.
Na pesquisa da ABRAVAPH, registrada em 27 de setembro de 2016. Ney Santos apareceu com 28% das intenções de votos. Dr. Pedro Valdir(PSD), Geraldo Cruz(PT), Juninho(PSOL) e Dr. Almir, tiveram 25%, 7%, 2% e 1% respectivamente. Os indecisos, brancos e nulos, somados foram 37%.

## Resultados

### Prefeito
No dia 02 de outubro, Ney Santos foi eleito prefeito, com 64.828 votos (que representa 79,45%) do total.
| Candidato(a)           | Vice                       | 1º Turno 7 de outubro de 2012 | 1º Turno 7 de outubro de 2012 |
| Candidato(a)           | Vice                       | Votação                       | Votação                       |
|                        |                            | Total                         | Porcentagem                   |
| ---------------------- | -------------------------- | ----------------------------- | ----------------------------- |
| Ney Santos (PRB)       | Dr. Peter (PMDB)           | 64.828                        | 79,45%                        |
| Dr. Pedro Valdir (PSD) | Janio Costa (PHS)          | 7.707                         | 9,45%                         |
| Juninho (PSOL)         | Gaiga (PSOL)               | 5.807                         | 7,12%                         |
| Dr. Almir (PEN)        | Dr. Osmar (PEN)            | 1.982                         | 2,43%                         |
| Nivaldo Orlandi (PDT)  | David Orlandi (PDT)        | 1.030                         | 1,26%                         |
| Toninho Serapião (PMN) | Grazielle Henriqueze (PMN) | 239                           | 0,29%                         |
| Geraldo Cruz (PT)      | Sargento Ruas (PTB)        | 0                             | 0,00%                         |
| Total de votos válidos | Total de votos válidos     | 81.593                        | 55,18%                        |
| Votos em branco        | Votos em branco            | 11.312                        | 7,65%                         |
| Votos nulos            | Votos nulos                | 54.965                        | 37,17%                        |
| Total                  | Total                      | 147.870                       | 100%                          |
| Abstenções             | Abstenções                 | 20.180                        | 12,01%                        |
| Votos apurados         | Votos apurados             | 147.870                       | 100%                          |
| Total de eleitores     | Total de eleitores         | 167.835                       | 100%                          |

### Vereador
Dos 15 vereadores eleitos, 12 em 2016, eram da base aliada do prefeito eleito, Ney Santos. A candidata que recebeu mais votos foi Rosangela Santos, do PT, com 3.356 votos(que representava 2,63% do total).
| Resultado da eleição para a Câmara Municipal de Embu em 2016 por candidato | Resultado da eleição para a Câmara Municipal de Embu em 2016 por candidato | Resultado da eleição para a Câmara Municipal de Embu em 2016 por candidato | Resultado da eleição para a Câmara Municipal de Embu em 2016 por candidato | Resultado da eleição para a Câmara Municipal de Embu em 2016 por candidato | Resultado da eleição para a Câmara Municipal de Embu em 2016 por candidato |
| Candidato                                                                  | Número                                                                     | Partido                                                                    | Votos                                                                      | Porcentagem                                                                |                                                                            |
| -------------------------------------------------------------------------- | -------------------------------------------------------------------------- | -------------------------------------------------------------------------- | -------------------------------------------------------------------------- | -------------------------------------------------------------------------- | -------------------------------------------------------------------------- |
| Rosangela Santos                                                           | 13400                                                                      | PT                                                                         | 3.356                                                                      | 2,63%                                                                      |                                                                            |
| Luis do Depósito                                                           | 15650                                                                      | PMDB                                                                       | 2.680                                                                      | 2,10%                                                                      |                                                                            |
| Bobilel Castilho                                                           | 20456                                                                      | PSC                                                                        | 2.624                                                                      | 2,06%                                                                      |                                                                            |
| Gilson Oliveira                                                            | 15000                                                                      | PMDB                                                                       | 2.251                                                                      | 1,77%                                                                      |                                                                            |
| Danilo Alves Daniboy                                                       | 25800                                                                      | DEM                                                                        | 2.215                                                                      | 1,74%                                                                      |                                                                            |
| Rosana do Arthur                                                           | 15123                                                                      | PMDB                                                                       | 2.169                                                                      | 1,70%                                                                      |                                                                            |
| Gerson Olegario                                                            | 36789                                                                      | PTC                                                                        | 2.144                                                                      | 1,68%                                                                      |                                                                            |
| Felipe do Rancho                                                           | 15555                                                                      | PMDB                                                                       | 2.061                                                                      | 1,62%                                                                      |                                                                            |
| Dra. Bete                                                                  | 14110                                                                      | PTB                                                                        | 1.966                                                                      | 1,54%                                                                      |                                                                            |
| Hugo Prado                                                                 | 40123                                                                      | PSB                                                                        | 1.965                                                                      | 1,54%                                                                      |                                                                            |
| André Maestri                                                              | 14610                                                                      | PTB                                                                        | 1.896                                                                      | 1,49%                                                                      |                                                                            |
| Ricardo Almeida                                                            | 10123                                                                      | PRB                                                                        | 1.860                                                                      | 1,46%                                                                      |                                                                            |
| Carlinhos do Embu                                                          | 20000                                                                      | PSC                                                                        | 1.856                                                                      | 1,46%                                                                      |                                                                            |
| Edvanio Mendes                                                             | 13113                                                                      | PT                                                                         | 1.808                                                                      | 1,42%                                                                      |                                                                            |
| Joãozinho da Farmácia                                                      | 22345                                                                      | PR                                                                         | 1.637                                                                      | 1,28%                                                                      |                                                                            |
| Doda Pinheiro                                                              | 13200                                                                      | PT                                                                         | 1.552                                                                      | 1,22%                                                                      |                                                                            |
| Jefferson do Caminhão                                                      | 45123                                                                      | PSDB                                                                       | 1517                                                                       | 1,19%                                                                      |                                                                            |
| Julio Campanha                                                             | 10610                                                                      | PRB                                                                        | 1.450                                                                      | 1,14%                                                                      |                                                                            |
| Indio Silva                                                                | 10200                                                                      | PRB                                                                        | 1.427                                                                      | 1,12%                                                                      |                                                                            |

| Votos válidos   | Votos válidos   | 127.361 | 86,13% |
| Votos nulos     | Votos nulos     | 11.741  | 7,99%  |
| Votos em branco | Votos em branco | 8.694   | 5,88%  |
| Total           | Total           | 147.870 | 100%   |
| --------------- | --------------- | ------- | ------ |